# 120353 Katrinajackson
120353 Katrinajackson è un asteroide della fascia principale. Scoperto nel 2005, presenta un'orbita caratterizzata da un semiasse maggiore pari a 2,3636265 UA e da un'eccentricità di 0,2388116, inclinata di 5,49284° rispetto all'eclittica.